# ECATT
eCATT (extended Computer Aided Test Tool) ist die SAP-eigene Entwicklung eines Werkzeugs zur (Software-)Testautomatisierung. Es bietet eine Graphische Oberfläche mit ABAP-Scripteditor und einem eigenen Befehlssatz. Ebenfalls vorhanden ist die Möglichkeit zur Aufzeichnung und zur Parametrisierung der Testbausteine.
Mit dem Werkzeug eCATT können SAP-Transaktionen in Testskripts aufgezeichnet werden. Diese Testskripts können zu Testzwecken oder zum Aufbau neuer Stammdaten genutzt werden.

## Elemente des eCATT-Testfalls
Aufruf mit der SAP-Transaktion: SECATT.
- Systemdatencontainer: enthält relevante RFC-Verbindungen (TCODE: SM59)
- Testskript: enthält aufgezeichnete Transaktion und Parameter
- Testdatencontainer: enthält Testvarianten
- Testkonfiguration: kapselt Systemdatencontainer, Testskript und Testdatencontainer zu einem Testfall

Nur Testkonfigurationen können in Testkataloge und Testpakete eingebunden werden. 
Beim Abspielen eines Testkatalogs werden nur die Standardvarianten abgespielt, deshalb muss zum Aufbau neuer Stammdaten die Testkonfiguration manuell gestartet werden, um mehrere interne oder externe Testvarianten auszuführen.

## CATT-Werkzeug
Aufruf mit der SAP-Transaktion: SCAT.
- SAP Basisrelease 6.10: CATT (die Vorgängerversion von eCATT ist in vollem Umfang verfügbar)
- SAP Basisrelease 6.20: CATT-Testfälle können nicht mehr neu angelegt, sondern nur geändert werden
- SAP NetWeaver     7.0: CATT-Testfälle können nur noch angezeigt werden

## eCATT-Werkzeug
Aufruf mit der SAP-Transaktion: SECATT.
- SAP Basisrelease 6.10: eCATT steht noch nicht zur Verfügung
- SAP Basisrelease 6.20: eCATT-Testfälle können angelegt werden, sind jedoch sehr fehleranfällig und pflegeintensiv, CATT-Testfälle können nach eCATT migriert werden
- SAP NetWeaver     7.0: eCATT kann in vollem Umfang genutzt werden

Ab SAP NetWeaver 7.0 können externe Variantendateien verwendet werden, um Stammdaten zu migrieren. Außerdem gibt es die Möglichkeit Testskripts mit dem Rerecord bei Übernahme aller Parameter neu aufzuzeichnen.

## CATT-Variablen
Mittels CATT-Variablen können Parameter dynamisch zur Laufzeit mit Werten versorgt werden. Einige der am häufigsten verwendeten CATT-Variablen sind:
| &MND | liefert den aktuellen Mandanten        |
| &DAT | liefert das Systemdatum                |
| &NAM | liefert den angemeldeten Benutzernamen |
| &JHR | Aktuelles Jahr                         |
| &JHV | Vorhergehendes Jahr                    |
| &JHN | Nachfolgendes Jahr                     |

## Einsatzgebiete
Die Funktionalität des eCatt war von SAP für die Durchführung von automatisierten Tests auf Entwicklungs- und/oder Konsolidierungssystemen konzipiert.
Von vielen SAP-Kunden wird eCATT jedoch, wie bereits der Vorgänger CATT, auch zum Datenimport in Produktivsystemen genutzt.